# Emicho
Emicho von Leiningen, noto anche come Emicho von Flonheim o semplicemente Emicho (fl. XI secolo), fu conte della Renania nel tardo XI secolo, considerato guida della crociata dei tedeschi nel 1096.

## Biografia
Emicho proveniva dalla nobile famiglia franca degli Emichonidi, la quale aveva detenuto la contea di Nahegau fin dal IX secolo, dapprima come legati dei sovrani della dinastia salica (essi provenivano infatti da quelle terre), riuscendo poi a rendere ereditario la suddetta contea.
L'idea originale della prima crociata predicata da papa Urbano II durante il concilio di Clermont nel 1095 si era già ampiamente diffusa ed aveva dato luogo a numerosi movimenti popolari ispirati dalle predicazioni e dalla guida spirituale di Pietro l'Eremita. Le argomentazioni di quest'ultimo in merito al Secondo avvento di Cristo influenzarono Emich di Leiningen il quale, a sua volta, iniziò a diffondere e a sostenere la sua versione del Secondo avvento di Cristo, sostenendo che quest'ultimo gli fosse apparso personalmente, e che gli avrebbe affidato il compito di portare a compimento la profezia sulla "fine dei tempi".
Non giunse mai però in Terrasanta, diventando tristemente famoso per le stragi di ebrei perpetrate in Renania, a Spira, e in altre frequentate località mercantili come Colonia, Metz e Magonza. Qui si disse che avesse ucciso un migliaio di israeliti, i cui avi avevano, a suo dire, contribuito a mandare a morte Gesù di Nazareth.